# 1952年ヘルシンキオリンピックのバスケットボール競技

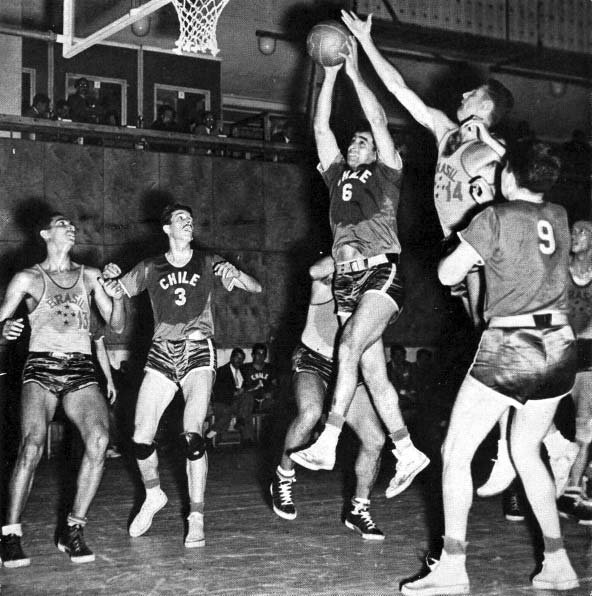

1952年ヘルシンキオリンピックのバスケットボール競技（1952ねんヘルシンキオリンピックのバスケットボールきょうぎ）は、1952年7月14日から8月2日まで、フィンランドのヘルシンキで開催された1952年ヘルシンキオリンピックにおける、バスケットボール競技の詳細である。

## 最終成績
| 順位    | 国・地域         |
| ------- | ---------------- |
| 1位     | アメリカ合衆国   |
| 2位     | ソビエト連邦     |
| 3位     | ウルグアイ       |
| 4位     | アルゼンチン     |
| 5位     | チリ             |
| 6位     | ブラジル         |
| 7位     | ブルガリア       |
| 8位     | フランス         |
| 9-16位  | カナダ           |
| 9-16位  | キューバ         |
| 9-16位  | チェコスロバキア |
| 9-16位  | エジプト         |
| 9-16位  | フィンランド     |
| 9-16位  | ハンガリー       |
| 9-16位  | メキシコ         |
| 9-16位  | フィリピン       |
| 17-23位 | ベルギー         |
| 17-23位 | ギリシャ         |
| 17-23位 | イスラエル       |
| 17-23位 | イタリア         |
| 17-23位 | ルーマニア       |
| 17-23位 | スイス           |
| 17-23位 | トルコ           |